# Tampere United
Tampere United – fiński klub piłkarski, założony w 1998 roku, z siedzibą w Tampere. Obecnie występuje w lidze Kolmonen, która jest czwartą klasą rozgrywek w Finlandii. 

## Historia
Klub został założony w czerwcu 1998 roku. Początkowo zakładano połączenie się dwóch lokalnych klubów piłkarskich z Tampere: FC Ilves (wcześniejsza nazwa to IKissat Tampere) i TPV. Fuzja nie doszła do skutku ponieważ TPV postanowiło kontynuować grę pod swoim szyldem. W związku z tym miejsce FC Ilves w lidze zajął nowo powstały klub Tampere United.
W pierwszym sezonie - 1999, klub wywalczył awans do Veikkausliigii, w zaledwie 15 miesięcy od jego powstania. W sezonie 2000, klub jako beniaminek, zajął wysokie szóste miejsce.
Rok 2001 okazał się bardzo udany dla piłkarzy Tampere United - wywalczyli oni mistrzostwo Finlandii w piłce nożnej. W następnym sezonie, w 2002 roku, zajęli dopiero 5 miejsce. 
W sezonie 2003 znów stanęli na podium rozgrywek zajmując 3 lokatę. Na kolejny tytuł klub musiał czekać do 2006 roku, kiedy to piłkarze wywalczyli drugie w historii klubu mistrzostwo Finlandii.

## Sukcesy
- Mistrzostwo Finlandii: 2001, 2006, 2007
- Finał Pucharu Finlandii: 2001
- Puchar Ligi Fińskiej: 2009[5]

## Europejskie puchary
Legenda do wszystkich tabel:
- Q – runda eliminacyjna, 1/16, 1/8, 1/4, 1/2 – odpowiednia faza rozgrywek, Grupa – runda grupowa, 1r gr – pierwsza runda grupowa, 2r gr – druga runda grupowa, F – finał, R – runda, PO – play-off
- k. – rzuty karne, los. – losowanie, Dogr. – dogrywka, w. – zasada bramek strzelonych na wyjeździe

| Sezon   | Rozgrywki        | Runda | Przeciwnik             | Dom | Wyjazd | Ogólnie |
| ------- | ---------------- | ----- | ---------------------- | --- | ------ | ------- |
| 2002/03 | Liga Mistrzów    | 1Q    | Piunik Erywań          | 0–4 | 0–2    | 0–6     |
| 2003    | Puchar Intertoto | 1R    | Ceahlăul Piatra Neamț  | 1–0 | 1–2    | 2–2, w. |
| 2003    | Puchar Intertoto | 2R    | FK Sutjeska Nikšić     | 0–0 | 1–0    | 1–0     |
| 2003    | Puchar Intertoto | 3R    | Cibalia Vinkovci       | 0–2 | 1–0    | 1–2     |
| 2004    | Puchar Intertoto | 1R    | CS Grevenmacher        | 0–0 | 1–1    | 1–1, w. |
| 2004    | Puchar Intertoto | 2R    | İnter Baku             | 3–0 | 0–1    | 3–1     |
| 2004    | Puchar Intertoto | 3R    | OFK Beograd            | 0–0 | 0–1    | 0–1     |
| 2005    | Puchar Intertoto | 1R    | Skála ÍF               | 1–0 | 2–0    | 3–0     |
| 2005    | Puchar Intertoto | 2R    | Royal Charleroi        | 1–0 | 0–0    | 1–0     |
| 2005    | Puchar Intertoto | 3R    | S.S. Lazio             | 1–1 | 0–3    | 1–4     |
| 2006    | Puchar Intertoto | 1R    | Carmarthen Town        | 5–0 | 3–1    | 8–1     |
| 2006    | Puchar Intertoto | 2R    | Kalmar FF              | 1–2 | 2–3    | 3–5     |
| 2007/08 | Liga Mistrzów    | 1Q    | SS Murata              | 2–1 | 2–0    | 4–1     |
| 2007/08 | Liga Mistrzów    | 2Q    | Lewski Sofia           | 1–0 | 1–0    | 2–0     |
| 2007/08 | Liga Mistrzów    | 3Q    | Rosenborg BK           | 0–3 | 0–2    | 0–5     |
| 2007/08 | Puchar UEFA      | 1R    | Girondins Bordeaux     | 2–3 | 1–1    | 3–4     |
| 2008/09 | Liga Mistrzów    | 1Q    | FK Budućnost Podgorica | 2–1 | 1–1    | 3–2     |
| 2008/09 | Liga Mistrzów    | 2Q    | FC Petržalka 1898      | 1–3 | 2–4    | 3–7     |